# Transdermální implantáty
Transdermální implantát je těleso, které je částí zapuštěno pod kůži a částí je venku. Často jde například o tvar špice nebo koule s plochou spodní částí, která je právě voperována pod kůži. V medicíně se podobný systém používá u pacientů, kteří mají problémy se zpracováváním potravy. Je jim zavedena trubice vedoucí do střev, která vychází pupíkem ven.
Následná péče o modifikace je složitá. Většinou je hojení zdlouhavé a trvá mnohdy i dva roky. Často je pokožka kolem zjizvená a podrážděná a stává se, že tělo předmět nepřijme.